# 오드의 투기장
오드의 투기장(Il Colosso Di Rodi, The Colossus Of Rhodes)은 이탈리아, 스페인, 프랑스에서 제작된 세르지오 레오네 감독의 1961년 영화이다. 로리 칼혼 등이 주연으로 출연하였다.

## 출연

### 주연
- 로리 칼혼
- 레아 마사리

### 조연
- 조르쥬 막샬
- 콘라도 산 마틴
- 안젤 아란다
- 마벨 카

## 제작진
- 의상: 비토리오 로지